# Can't Cry Anymore
Can't Cry Anymore è un brano della musicista statunitense Sheryl Crow, contenuto nell'album d'esordio Tuesday Night Music Club del 1993.

## Il brano
Venne lanciato come singolo nel 1995, riscuotendo un "timido" apprezzamento da parte del pubblico: non riuscì infatti a salire oltre la 36º posto nella Billboard Hot 100 negli Stati Uniti e il 33º posto nella classifica Official Singles Chart nel Regno Unito, raggiunse invece il 3º posto in Canada.

## Video
Il Videoclip del brano, diretto da Elizabeth Bailey, alterna scene a colori con altre in bianco e nero e mostra Sheryl durante un suo tour alle prese con vari strumenti: la chitarra acustica, elettrica, il piano elettrico e la fisarmonica.

## Tracce
CD Maxi singolo US
1. Can't Cry Anymore (LP Version) – 3:40 (S. Crow, B. Botrell)
2. No One Said It Would Be Easy (Live at the Shepherd's Bush Empire) – 6:52 (S. Crow, B. Botrell, K. Gilbert, D. Schwartz)
3. What I Can Do For You (Live at the Shepherd's Bush Empire) – 7:16 (S. Crow, D. Baerwald)
4. I Shall Believe (Live At the Shepherd's Bush Empire) – 7:30 (S. Crow, B. Botrell)

CD Maxi singolo 1 UK
1. Can't Cry Anymore – 3:44 (S. Crow, B. Botrell)
2. All I Wanna Do (Remix) – 4:10
3. Strong Enough (US Radio Version) – 3:07
4. We Do What We Can – 5:38

CD Maxi singolo 2 UK
1. Can't Cry Anymore – 3:44 (S. Crow, B. Botrell)
2. What I Can Do For You (Live at the Borderline) – 6:54 (S. Crow, D. Baerwald)
3. No One Said It Would Be Easy (Live in Nashville) – 5:34 (S. Crow, B. Botrell, K. Gilbert, D. Schwartz)
4. I Shall Believe (Live at the Shepherd's Bush Empire) – 7:16 (S. Crow, B. Botrell)

## Classifiche
| Classifica (1995)                | Posizione massima |
| -------------------------------- | ----------------- |
| Stati Uniti (Modern Rock Tracks) | 38                |
| Stati Uniti (BillBoard Hot 100)  | 36                |
| Regno Unito                      | 33                |
| Canada (RPM)                     | 3                 |